# 式上郡
式上郡为奈良縣過去轄下的一個郡，已於1897年4月1日與式下郡、十市郡合併為磯城郡。
在1880年實施郡區町村編制法時的轄區包括現在的櫻井市北半部地區、天理市的南端小部分區域、宇陀市西部小部分區域。

## 歷史
在令制國時代屬於大和國，由於位於磯城，最初被稱為城上郡。10世紀時依據和名類聚抄，其下設有辟田鄉、下野鄉、神戶鄉、大市鄉、大神鄉、上市鄉、長谷鄉、忍坂鄉。
江戶時代此區域被分割為幕府直屬領、旗本、柳本藩、芝村藩、津藩、久居藩的領地。
19世紀明治維新後，原屬奈良奉行管轄的幕府直屬領及旗本領地改隸屬新政府設立的奈良縣，其他區域在1871年實施廢藩置縣後分別隸屬柳本縣、芝村縣、津縣、久居縣，但在同一年的府縣整併中，全數被併入奈良縣；1876年的第二次府縣整併中，奈良縣遭到廢除，改隸屬堺縣管轄，不過到了1881年又因堺縣被廢除改隸屬大阪府，直到1887年重新設立了奈良縣，才恢復隸屬奈良縣轄下。
在1880年實施郡區町村編制法時，正式的設置了近代的行政區劃「式上郡」，並在三輪村（位於現在的櫻井市）設置「三輪郡役所」，由於郡役所同時也負責管轄周邊的十市郡、式下郡、宇陀郡，因此後來又改稱為「十市式上式下宇陀郡役所」。

### 沿革

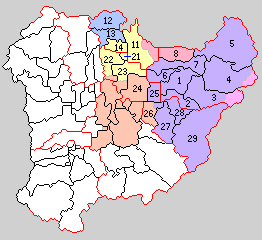
1889年式上郡轄下的行政區劃：
1.三輪村、2.城島村、3.朝倉村、4.初瀨村、5.上之鄉村、6.織田村、7.纏向村、8.柳本村
（紫色：現屬櫻井市、紅色：現屬天理市、桃色：現屬宇陀市、11 - 14屬式下郡、21 - 29屬十市郡）

- 1889年4月1日：實施町村制，式上郡下設：三輪村（日语：三輪町 (奈良県)）、城島村（日语：城島村 (奈良県)）、朝倉村（日语：朝倉村 (奈良県)）、初瀨村（日语：初瀬町）、上之鄉村（日语：上之郷村 (奈良県)）、織田村（日语：織田村）、纏向村（日语：纏向村）、柳本村（日语：柳本町）。（8村）
- 1891年1月7日：三輪村改制為三輪町（日语：三輪町 (奈良県)）。[2]（1町7村）
- 1891年3月10日：初瀨村改制為初瀨町（日语：初瀬町）。（2町6村）
- 1897年4月1日：實施郡制（日语：郡制），同時與式下郡、十市郡合併為磯城郡。